# NGC 209
NGC 209 је елиптична галаксија у сазвежђу Кит која се налази на NGC листи објеката дубоког неба.
Деклинација објекта је - 18° 36' 30" а ректасцензија 0h 39m 3,5s. Привидна величина (магнитуда) објекта NGC 209 износи 13,0 а фотографска магнитуда 14,0. NGC 209 је још познат и под ознакама ESO 540-8, MCG -3-2-31, NPM1G -18.0019, PGC 2338.